# Zalew Janowski
Zalew Janowski – sztuczny zbiornik wodny o powierzchni 30 ha, zlokalizowany na obrzeżach Lasów Janowskich, nieopodal Janowa Lubelskiego. Na zalewie znajdują się 3 wyspy z czego dwie to Harcerska i Łabędzia. 

## Rys historyczny
Na zlecenie władz polityczno-gospodarczych powiatu janowskiego opracowano w roku 1963 dokumentację techniczną, która miała na celu zmeliorowanie doliny rzeki Białka pod nazwą „Wydrzanka” o powierzchni 130 ha. Melioracja miała spowodować zwiększenie plonów łąk, pastwisk i gruntów ornych oraz likwidacje nieużytków, na których miał powstać staw o powierzchni 22 ha. Dokumentację wykonali pracownicy Rejonowego Kierownictwa Robót Wodno-Melioracyjnych w Janowie Lubelskim. Staw zaprojektowano na terenach przejętych przez państwo (35% wspólnoty miejskiej - 25%, własność indywidualna - 40%). Pobór wody przewidywano z rzeki Białka poprzez piętrzenie jej jarem o nazwie konstrukcyjnej Jar Kozłowy, rowem biegnącym powyżej stadionu do doprowadzalnika. Realizację inwestycji zakończono w roku 1964 przez Rejonowe Kierownictwo Robót Wodno-Melioracyjnych w Janowie Lubelskim. 
W 1968 roku wykonano rozbudowę zalewu. 
W roku 1972 na zlecenie Powiatowego Inspektoratu Wodnych Melioracji w Janowie Lubelskim dokonano pogłębienia zalewu. Wówczas uformowano dwie wyspy „Harcerska” – 4700 m² i „Łabędzia” – 300 m².